# Castianeira russellsmithi
Castianeira russellsmithi là một loài nhện trong họ Corinnidae.
Loài này thuộc chi Castianeira. Castianeira russellsmithi được Christa L. Deeleman-Reinhold miêu tả năm 2001.